# Neotheronia castanea
Neotheronia castanea är en stekelart som först beskrevs av Brulle 1846.  Neotheronia castanea ingår i släktet Neotheronia och familjen brokparasitsteklar. Inga underarter finns listade i Catalogue of Life.